# (6911) Nancygreen
(6911) Nancygreen es un asteroide que forma parte del cinturón interior de asteroides y fue descubierto por Eleanor F. Helin, el 10 de abril de 1991, desde el observatorio del Monte Palomar, Estados Unidos.

## Designación y nombre
Nancygreen se designó inicialmente como 1991 GN. Más adelante, en 1996, fue nombrado en honor de Nancy Green Hicks.

## Características orbitales
Nancygreen está situado a una distancia media de 1,931 ua del Sol, pudiendo alejarse hasta 2,105 ua y acercarse hasta 1,757 ua. Tiene una excentricidad de 0,089 y una inclinación orbital de 22 grados. Emplea 980 días en completar una órbita alrededor del Sol. El movimiento de Nancygreen sobre el fondo estelar es de 0,367 grados por día.
Nancygreen forma parte del grupo asteroidal de Hungaria.

## Características físicas
La magnitud absoluta de Nancygreen es 14 y el periodo de rotación de 59,1 horas.